# Chichimeken

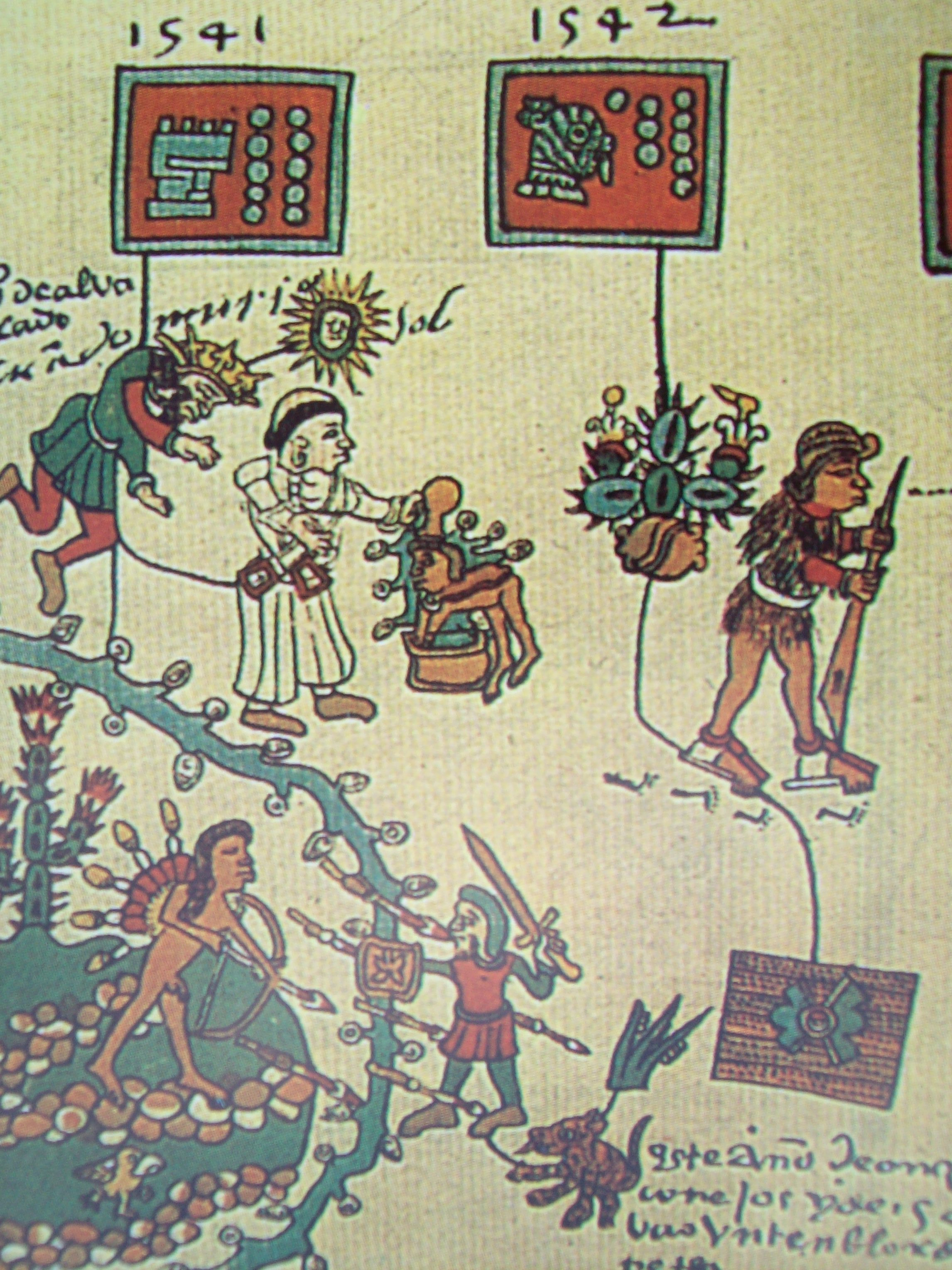
Afbeelding uit de Codex Telleriano-Remensis, een 16e-eeuws Azteeks manuscript. Afgebeeld is onder meer een priester die een Chichimeek doopt

De Chichimeken (Nahuatl: Chichimecah, Spaans: Chichimecas) was de naam die de Azteken gaven aan de nomadische volkeren ten noorden van hun rijk.

## Etniciteit
De Chichimeken vormden niet een vastomlijnde etniciteit, maar het was eerder een verzamelnaam die door de volkeren in de Vallei van Mexico aan de steppenvolkeren in het noorden wordt gegeven.

## Taal
De meeste van de Chichimeekse volkeren spraken Uto-Azteekse of Oto-Manguetalen. Chichimeken kan dan ook vergeleken worden met wat de Grieken en Romeinen 'barbaren' noemden.

## Etymologie
Letterlijk betekent Chichimeken 'hondenmensen' of 'bewoners van Chichiman' (gebied van melk).

## Volkeren
Chichimeekse volkeren waren onder andere Caxcanes, Cora, Huichol, Tecuexes, Guachichiles, Guamares, Otomí, Pames, Tepehuanen en Zacateken. Enkele van deze volkeren, waaronder de Caxcanes, Guamares en Zacatecan zijn inmiddels uitgestorven. Vandaag de dag worden alleen de Chichimeca Jonaz nog als Chichimeken aangeduid, hoewel de Chichimeca Jonaz zichzelf liever Úza noemen.

## Levenswijze
Ze leefden van de steppen en de graslanden in Noord-Mexico, in een gebied dat in de archeologie Arido-Amerika (Spaans: aridoamérica), oftewel Droog-Amerika, genoemd wordt. Ze konden van de peyote een drug maken en die gebruiken zij bij hun dansfeesten. Hun stamgod was Mixcoatl, de jacht- en oorlogsgod. De Chichimeken waren grotendeeld afhankelijk van de jacht. Zij stonden bekend als een oorlogszuchtig volk, en waren meesters in het boogschieten.

## Geschiedenis
De Chichimeken (bewoners van Chichiman, 'gebied van melk' en een verzamelnaam voor verschillende Nahua volken) waren jager-verzamelaars in de steppen van Aridoamerica, de droge woestijnen van Noord-Amerika. Rond 2100 v.Chr. werd er maïs gecultiveerd. Ze trokken vandaar naar het zuiden.

### 8e eeuw
De Chichimeken hebben gedurende de hele geschiedenis van de staten van Meso-Amerika een rol gespeeld. Waarschijnlijk waren zij het die rond het jaar 700 de val van Teotihuacán inleidden.

### 10e eeuw
Rond het jaar 950 begon een periode, de 'postklassieke periode', van etnische en culturele onrust, die bijdroeg aan het verval en verdwijnen van een aantal grote beschavingen. De Chichimeken, nahuatltalige mensen uit het noorden, voorbij de grenzen van Noord-Mexico, waren de belangrijkste aanstichters van deze beroering. De Chichimeken bouwden geen steden, waren oorlogszuchtig en gebruikten wapens, zoals de pijl en boog, die tot op dat moment in Midden-Amerika onbekend waren. De Anales di Cuhatitlán en de Relación de la Genealogía vertellen dat de Chichimeekse 'barbaren' in 950 n.Chr. onder leiding van Mixcoatl ce Tecpatl (Offermes) het centrale hoogland van Mexico binnenviel. Mixcoatl veroverde veel steden, waaronder Xochicalco en Cholula, en koos Colhuacan, aan de oostkust van het Texcocomeer, als zijn hoofdstad. Mixcoatl trouwde in Colhuacan met prinses Chimalman en kreeg een zoon, Ce Acatl Topilzin (Onze Prins Een Riet). Ce Acatl Topilzin werd priester van de god Quetzalcoatl, de Gevederde Slang van Teotihuacaanse oorsprong, en stichtte eind 10e eeuw de nieuwe hoofdstad, Tollan.
De Chichimeken vermengden zich met de al in de Vallei van Mexico wonende Nonoalken, waardoor vermoedelijk de Tolteken ontstonden.
Zijn groep mensen, volgers en onderdanen van Ce Acatl Topilzin Quetzalcoatl werden Tolteken genoemd, naar het Nahuatl-woord Toltecatl (uitmuntend kunstenaar). De archeologische overblijfselen van Tula (Tollan), beschreven als een cultureel en kunstzinnig centrum met prachtige hoge gebouwen, zijn in werkelijkheid de ruïnes van een stad van bescheiden afmetingen.

### 12e en 13e eeuw
Ook de Tolteken gingen ten onder aan de Chichimeken, geleid door de legendarische Xolotl uit de 12e of 13e eeuw, die de stad Tenayuca stichtte. De nakomelingen van Xolotl waren de heersers van de stad Texcoco. Zij noemden zichzelf Chichimecahtecuhtli (Chichimekenleider) en zagen zich als opvolgers van de Chichimeken.

### 17e eeuw
Omdat de Chichimeken na de komst van de Spanjaarden vuurwapens en paarden in handen hadden weten te krijgen, ging de onderwerping van de Chichimeken en van het gebied dat de Spanjaarden "La Gran Chichimeca" noemden, veel lastiger dan die van bijvoorbeeld de Azteken. Pas tegen 1600 werden de Chichimeken door de Spanjaarden onderworpen na de bijzonder bloedige Chichimekenoorlogen, waarbij de Spanjaarden op grote schaal gebruikmaakten van Tlaxcalteekse hulptroepen. Tegenwoordig zijn de Chichimeken als aparte identiteit niet meer herkenbaar.